# Den gamle deckarräven
Den gamle deckarräven (original: Der Alte) är en tysk deckar-TV-serie som blivit en långkörare. Den visades första gången i Sverige maj 1980.
Under årens lopp har serien haft olika huvudpersoner. För svenska tittare är Siegfried Lowitz den mest kände i rollgestaltningen av kommissarie Erwin Köster 1977 - 1986. Näste gamle deckarräv var kommissarie Leo Kress (Rolf Schimpf) 1986-2008, och därefter kommissarie Rolf Herzog (Walter Kreye) 2008-2012. Senaste gamle deckarräv är från och med 2012 kommissarie Richard Voss (Jan-Gregor Kremp).
Den gamle deckarräven är fysiskt långsam men på grund av sin erfarenhet och psykologiska skarpblick fångar han mördaren i fällan, ofta till sina yngre medarbetares häpnad.

## Rollista (urval)
- Siegfried Lowitz - Kommissarie Erwin Köster
- Michael Ande - Gerd Heymann
- Ulf Sömisch - Polisläkaren
- Rolf Schimpf - Kommissarie Leo Kress
- Markus Böttcher - Werner Riedmann
- Charles M. Huber - Henry Johnson
- Walter Kreye - Kommissarie Rolf Herzog

## DVD-utgåva
I Tyskland har samtliga 100 avsnitt med Siegfried Lowitz i huvudrollen givits ut en stor DVD-box som innehåller 39 skivor. Utgåvan saknar dock textning.